# عمارت صمیمی
عمارت صمیمی (باغ صمیمی) یا باغ امیر سپهدار از باغ‌های سکونتی _حکومتی دوره قاجار است که به عنوان حاکم‌نشین شهرستان رامهرمز استفاده می‌شد، و متاًثر از باغ‌های فرنگی ساخته شده‌است. این باغ شامل عمارت اندرونی است. عمارت به عنوان فضای ورودی بوده و در بیشتر موارد محل استقرار و سکونت نگهبانان و سایر کارکنان خدماتی صاحب باغ و مهمانانش بوده‌است. عمارت اندرونی که همان کوشک میانی می‌باشد در دو اشکوب همکف و زیر زمین بنا شده‌است و محل کارهای حکومتی و دفتر ی بود، در دوران پهلوی این کوشک محل زندگی صاحب وقت باغ اختصاص داشت. طبقه همکف شامل سرسرا، چهار اتاق و یک سفره خانه است دارای سقفهای گنبدی از نوع چهار بخشی و طاق و تویزه می‌باشد. زیر زمین آن شامل دو اتاق و یک سرسرا است. این بنا دارای خیشخال و بار گیر نیز می‌باشد. این بنا به شهاره ثبت ۹۹۵۶ در سال ۱۲/۶/۱۳۸۰در فهرست آثار ملی به ثبت رسیده‌است.

## پیشینه
در کتاب تاریخ بختیاری به قلم ابوالفتح اوژن بختیاری چنین آمده‌است: «پس از فوت اسفندیارخان سردار اسعد در سال ۱۳۲۱ هجری قمری، آقایان محمد حسین‌خان سپهدار و حاج علیقلی‌خان (سردار دوم که بعداً از بنیانگذاران مشروطه گردید) ضمن مراجعت از اروپا رهسپار دارالخلافه تهران شدند و در آنجا لقب سردار مفخمی را از مظفرالدین شاه دریافت داشت. ایشان پس از مدتی کوتاهی اقامت به زادگاه خویش مراجعت نمودند و محمدحسین‌خان به سمت ایلخانی و نجفقلی‌خان برادر بزرگتر وی به سمت ایلگری تعیین و مشغول به کار شدند، و در همان زمان با توجه به اینکه سپهدار علاقه مفرطی به رامهرمز داشت پارکی اعلا همراه با تجارت‌خانه‌های زیاد در قریه کیمه که یکی از قسمت‌های مهم رامهرمز بود بناگزارده و به اتمام هم رسانده و در سال قبل نیز دخترامیرزاده بیگ زنگنه را هم که یکی از رؤسای طایفه جانکی گرمسیر بود در حیطه ازدواج درآورد و به دلیل تعلق خاطرش به وی شوق فراوانی داشت که در رامهرمز اقامت گزیند و بنابراین همه روزه با کمال اشتیاق از رفتن به آنجا صحبت می‌نمود. نامبرده قبل از اینکه بتواند در عمارتی که تأسیس نمود استقرار یابد به طرز مشکوکی از دنیا رفت.»
کتاب خوانین بختیاری و نفت جنوب علت مرگش را چنین بازگو می‌نماید:
” انگلیسی‌ها در خصوص موضوع نفت با محمد حسین‌خان سپهدار و اسفندیارحان سردار اسعد که در واقع فرمانروای کل بختیاری بودند وارد مذاکره شوند سپهدار پیش‌نویس قرار داد را شخصاً تنظیم و به انگلیسی‌ها پیشنهاد نمود ولی چون گذشته از صد ده که پیشنهاد شده بود موارد مندرجه آن هم بسیار محکم و قانونی حتی از لحاظ قوانین بی‌الملی فوق‌العاده متفن بوده‌است. انگلیسی‌ها زیر بار نرفتند و فقط مبلغی در سال به نام حق‌الارض به ایلخانی بختیاری می‌دادند ولی همین که اسفندیارخان سردار اسعد درگذشت بلافاصله محمدحسین‌خان سپهدار هم جهان را بدورد گفت و بعید نیست که اولین قربانی نفت در ایران باشد. ”
پس از فوت محمدحسین‌خان سپهدار در سال ۱۳۴۰ محمدصمیمی به رامهرمز نقل مکان کرد و در اجرا اصلاحات ارضی عمارت کیمه که بعدها به عمارت صمیمی مشهور گردید به نام وی آمارگیری شد.